# Römnitz
Römnitz est une commune allemande de l'arrondissement du duché de Lauenbourg, dans le Land du Schleswig-Holstein.

## Géographie
Römnitz se situe à l'est du lac de Ratzebourg.
| Pogeez           | Utecht     |     |
| Buchholz Einhaus | Römnitz    | Bäk |
|                  | Ratzebourg |     |

## Histoire
Römnitz est mentionné pour la première fois en 1194 sous le nom de Rodemozle.